# Schöderkogel
Schöderkogel är en bergstopp i Österrike.   Den ligger i distriktet Murau och förbundslandet Steiermark, i den centrala delen av landet, 210 km sydväst om huvudstaden Wien. Toppen på Schöderkogel är 1 895 meter över havet.
Terrängen runt Schöderkogel är bergig söderut, men norrut är den kuperad. Runt Schöderkogel är det ganska glesbefolkat, med 22 invånare per kvadratkilometer.. Närmaste större samhälle är Murau, 19,3 km sydost om Schöderkogel. 
I omgivningarna runt Schöderkogel växer i huvudsak blandskog.